# Canthylidia clathrata
Canthylidia clathrata là một loài bướm đêm trong họ Noctuidae.